# Woo Won-shik
Woo Won-shik (tiếng Hàn: 우원식; Hanja: 禹元植; sinh ngày 18 tháng 9 năm 1957) là một chính trị gia người Hàn Quốc thuộc Đảng Dân chủ Đồng hành. Ông là thẩm phán của Tòa án Hiến pháp Hàn Quốc, đồng thời giữ chức Chủ tịch Quốc hội Hàn Quốc vào ngày 5 tháng 6 năm 2024.